# Augustin Šíp
Augustin Šíp (12. září 1885 Plzeň – 8. února 1958) byl český a československý sokolský funkcionář a politik Československé strany národně socialistické, poválečný poslanec Prozatímního a Ústavodárného Národního shromáždění.

## Biografie
Působil jako redaktor a sokolský činovník. Od roku 1926 byl trvale (kromě období nacistické okupace) starostou plzeňské sokolské župy. V polovině 20. let byl krátce aktivní v liberální Národní straně práce, která ale ovšem trvaleji neuchytila na politické scéně. Již v meziválečném období patřil mezi významné komunální politiky národně socialistické strany v Plzni. Od roku 1929 byl za ni náměstkem starosty a zůstal jím až do rozpuštění rady města Plzně v únoru 1939. Po Mnichovu na podzim 1938 se přiklonil k nově založené Straně národní jednoty, která podkopávala pozici stávajícího starosty, kterým byl sociální demokrat Luděk Pik. Za okupace byl od 1. září 1939 až do května 1945 vězněn v Buchenwaldu.

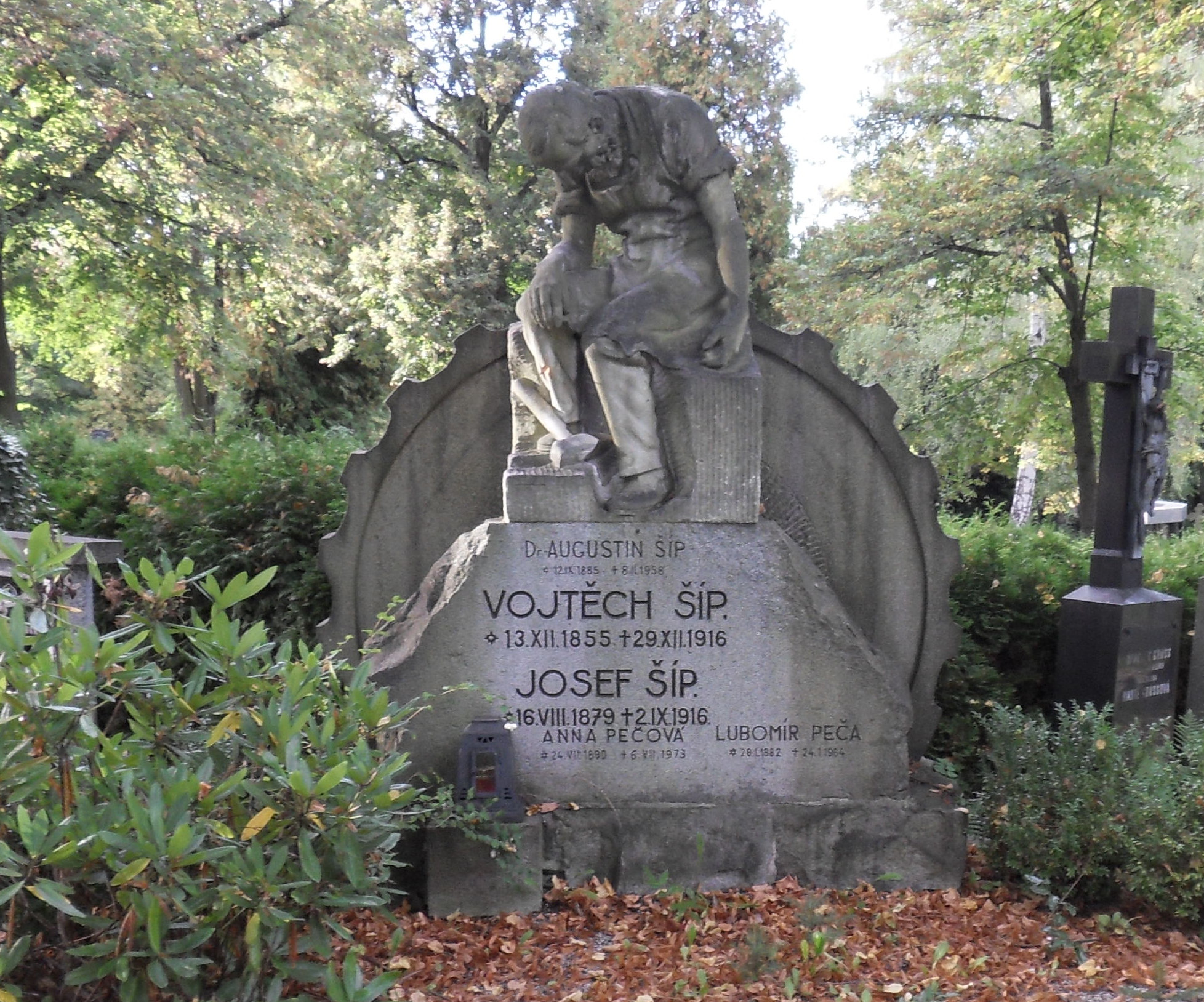
Náhrobek Augustina Šípa na plzeňském Ústředním hřbitově

Do politického života se vrátil v roce 1945, kdy se stal náměstkem předsedy MNV města Plzně. Funkce se ovšem vzdal, protože usedl do parlamentu. V letech 1945–1946 byl poslancem Prozatímního Národního shromáždění za národní socialisty. V parlamentu setrval až do parlamentních voleb v roce 1946, pak se stal poslancem Ústavodárného Národního shromáždění za národní socialisty, kde setrval formálně do voleb do Národního shromáždění roku 1948.
Po roce 1945 rovněž působil jako krajský důvěrník národně socialistické strany. Jeho role ovšem byla spíše symbolická. Po únorovém převratu v roce 1948 se pokoušel vstoupit do krajského Akčního výboru ČSNS v Plzni. Historik Jakub Šlouf to hodnotí jako krok motivovaný nejspíše rezistenčními důvody. Krajské vedení Akčního výboru Národní fronty ho ovšem odmítlo. Stejně tak krajské vedení Národní fronty odmítlo opětovnou Šípovu kandidaturu na post starosty plzeňské sokolské župy. Pro nemoc se pak z jednání vzdálil a kandidaturu odmítl. 4. dubna 1948 ho ovšem sokolská valná hromada v nepřítomnosti župním starostou zvolila. Později se osobně dostavil na jednání a funkci odmítl.